# Зеленко, Екатерина Ивановна
Екатери́на Ива́новна Зеле́нко (14 сентября 1916, село Корощино Овручского уезда Волынской губернии, (ныне Олевский район, Житомирская область). — 12 сентября 1941, близ села Анастасьевки Сумской области) — советская лётчица, единственная в мире женщина, совершившая воздушный таран (не подтверждается современными исследованиями), Герой Советского Союза (5.05.1990, посмертно). Старший лейтенант.

## Биография
Екатерина Зеленко, родилась 14 сентября 1916 года в крестьянской семье в селе Корощин Бельского уезда Седлецкой губернии Российской империи. Она была десятым ребёнком в семье. Мать Кати, Наталья Васильевна Максимова, была родом из села Назаровка Костромской губернии. Отец, Иван Зеленко — из села Велико-Михайловское Курской губернии. В годы Первой мировой войны, время было неспокойным, и ее семья решила перебраться в город Курск.
Окончила семь классов неполной средней школы № 10 города Курска, прошла курс обучения в Воронежском аэроклубе (1933). Была спортсменкой-планеристкой высокого уровня, имея на личном счету даже один мировой рекорд для женских экипажей планеров. С февраля 1934 года в Красной Армии. окончила 3-ю Оренбургскую военную авиационную школу лётчиков и лётчиков-наблюдателей имени К. Е. Ворошилова (1934, с отличием). Член ВЛКСМ. Была замужем за лётчиком Павлом Игнатенко, командиром 4-й эскадрильи того же 135-го БАП, погибшим в воздушном бою в 1943.
Служила в 19-й лёгкой бомбардировочной авиационной бригаде, расквартированной в Харькове. Занималась испытанием самолётов и авиационного оборудования, в течение четырёх лет освоила семь типов самолётов. Участница советско-финской войны 1939—1940  в составе 3-й эскадрильи 11-го легкобомбардировочного авиационного полка, входившего в состав ВВС 8-й армии. Совершила 8 боевых вылетов, в ходе которых уничтожила артиллерийскую батарею и склад боеприпасов противника, была награждена Орденом Красного Знамени. Затем вернулась в 19-ю авиабригаду, с мая 1940 служила во вновь сформированном 135-м бомбардировочном полку в качестве лётчика-инструктора.
С первого дня Великой Отечественной войны участвовала в боях, будучи заместителем командира 5-й эскадрильи 135-го бомбардировочного авиационного полка (16-я смешанная авиационная дивизия, ВВС 6-й армии, Юго-Западный фронт). Всего успела совершить 40 боевых вылетов (в том числе ночью), участвовала в 12 воздушных боях. В июле 1941 командовала группой бомбардировщиков, уничтоживших в районе Пропойска 45 танков, 20 автомобилей, до батальона солдат противника и вернувшейся назад без потерь.
12 сентября 1941 года совершила два разведывательных боевых вылета на самолёте Су-2. Несмотря на то что во время второго вылета её самолёт был повреждён, она в тот же день вылетела на задание в третий раз. На обратном пути в районе города Ромны два советских самолёта были атакованы семью немецкими Bf 109. Второй советский самолёт был подбит и вынужден выйти из боя. Зеленко таранила второй немецкий самолёт. Тем самым она уничтожила его, но при этом погибла сама.
Эта версия противоречит советским документам, а именно боевым донесениям 135-го бап и наградным листам участников этого боя, в том числе Е.Зеленко. Согласно современным исследованиям, Су-2 Зеленко был сбит парой Bf109F II/JG51, потерь противник не имел.. М.Тимин. "Последний бой Екатерины Зеленко" // https://www.tacticmedia.ru/.
Погибшая лётчица была похоронена местными жителями в центре села Анастасьевка Сумской области. Посмертно ещё в 1941 году представлялась к званию Героя Советского Союза, однако тогда была награждена только орденом Ленина. 5 мая 1990 указом президента СССР ей посмертно присвоено звание Героя Советского Союза.
По словам Героя Советского Союза, генерал-лейтенанта Анатолия Ивановича Пушкина:
А ведь это был лётчик высокого класса. Она родилась для авиации, как птица для полета!

## Награды

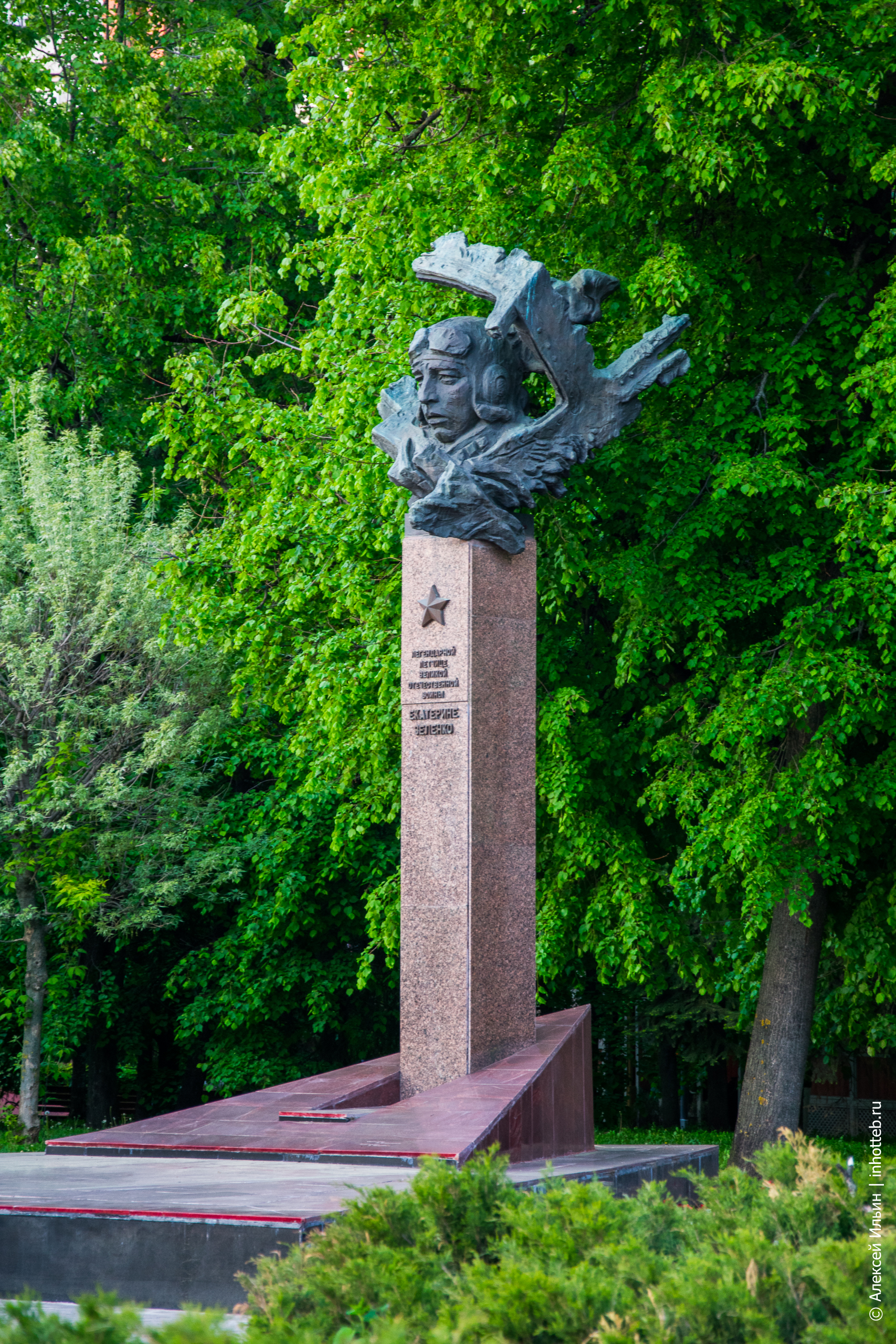
Памятник Екатерине Зеленко в Курске

Мемориальная доска на доме Екатерины Зеленко в Курске.

- Медаль «Золотая Звезда» Героя Советского Союза, с вручением ордена Ленина (5 мая 1990, посмертно) — за мужество и героизм, проявленные в борьбе с немецко-фашистскими захватчиками в Великой Отечественной войне 1941—1945 годов[9];
- орден Ленина (29.12.1941, посмертно);
- орден Красного Знамени (19.05.1940).

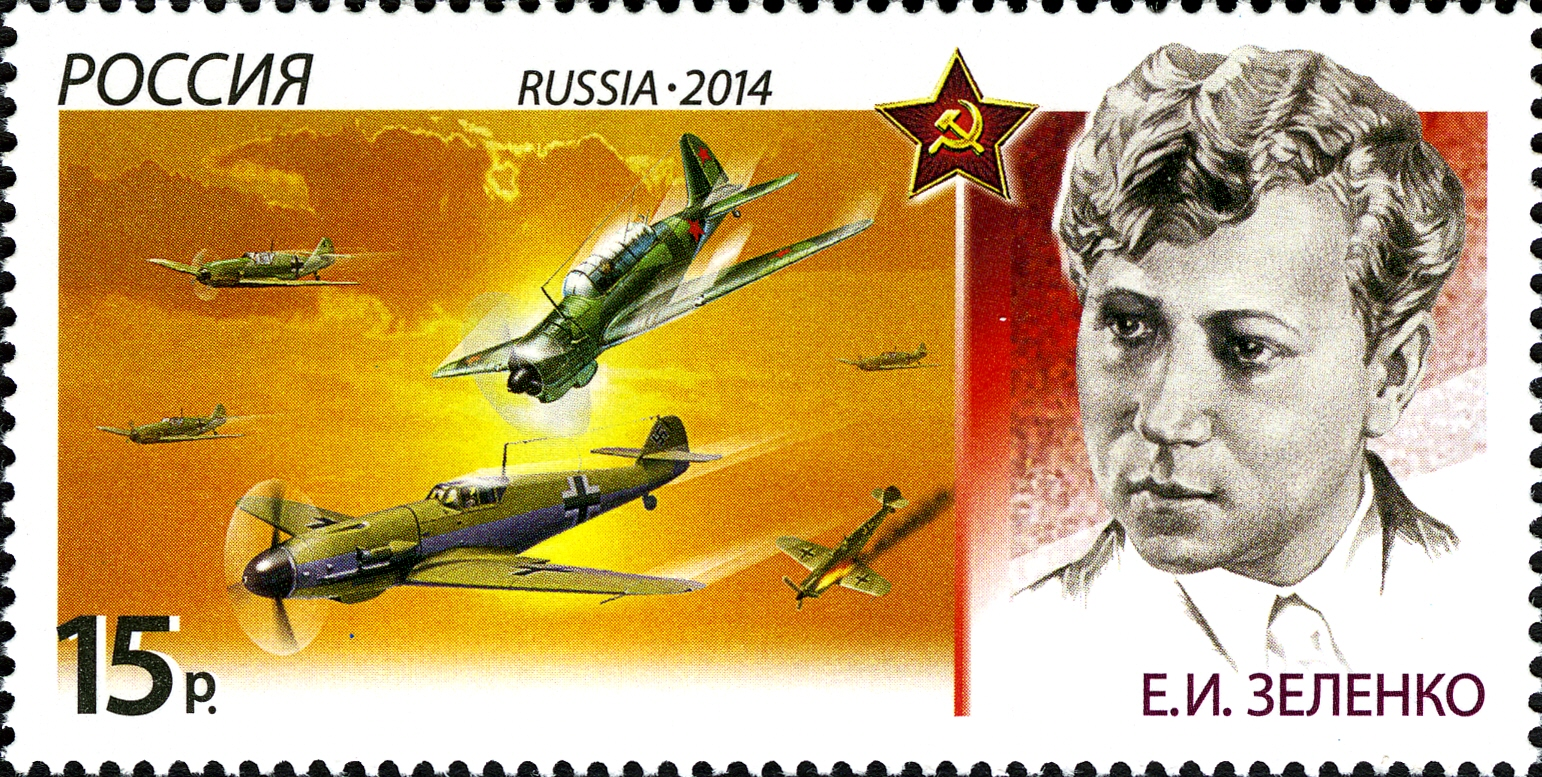
Почтовая марка России 2014 года..

## Память
- В 1971 году на месте гибели Е. И. Зеленко произвели раскопки. На глубине трёх метров были обнаружены части её самолёта, а в нескольких километрах от этого места обломки «Ме-109» со следами таранного удара. Жителями Анастасьевки на месте падения самолёта Кати Зеленко был установлен обелиск.
- Ей также установлены памятники в Берестовке (там находился аэродром, с которого она совершила свой последний боевой вылет) и в Курске.
- Её именем были названы улицы в Курске, Воронеже, Ромнах, Сумах, школы и пионерские дружины.
- В честь неё была названа малая планета Солнечной системы (1900) Катюша.
- В Курске на доме № 23 по улице Горького, где она жила, установлена мемориальная доска.
- В Анастасьевке и в школе № 10 города Курска, в которой она училась, созданы музеи Екатерины Зеленко.
- В честь Зеленко было названо сухогрузное судно, построенное на ЛСЗ им. Д. Д. Жданова.
- В честь Е. И. Зеленко на родине Героя в Олевском районе Житомирской области проводится ежегодный волейбольный турнир среди школьников.
- В 1998 году решением главы администрации г. Воронежа аэроклубу присвоено имя Е. И. Зеленко[10].